# Vuelta a Suiza 1933
La 1.ª edición de la Vuelta a Suiza (oficialmente Tour de Suisse) se disputó del 28 de agosto al 1 de septiembre de 1933 con un total de 1253 km repartidas en 5  etapas, con inicio y fin en Zúrich.
El vencedor fue el austríaco Max Bulla, cubriendo la prueba a una velocidad media algo superior a los 31,5 km/h.

## Etapas[1]
| Etapa | Recorrido       | Km  | Ganador          |
| 1.ª   | Zúrich-Davos    | 228 | Luigi Macchi     |
| 2.ª   | Davos-Lucerna   | 240 | Max Bulla        |
| 3.ª   | Lucerna-Ginebra | 300 | Max Bulla        |
| 4.ª   | Ginebra-Basilea | 259 | Gaspard Rinaldi  |
| 5.ª   | Basilea-Zúrich  | 226 | Karl Altenburger |

## Clasificaciones
Así quedaron los diez primeros de la clasificación general de la primera edición de la Vuelta a Suiza:
| \| 1. \| Max Bulla \| Austria \| 39h46'46" \| \| \| 2. \| Albert Büchi \| Suiza \| + 9' 01" \| \| \| 3. \| Gaspard Rinaldi \| Francia \| + 11'10" \| \| \| 4. \| Benoit Faure \| Francia \| + 16'40" \| \| \| 5. \| Felice Gremo \| Italia \| + 19'38" \| \| \| 6. \| François Adam \| Bélgica \| + 22'11" \| \| \| 7. \| Carlo Romanatti \| Italia \| + 26'04" \| \| \| 8. \| Michele Orecchia \| Italia \| + 28'01" \| \| \| 9. \| Walter Blattmann \| Suiza \| + 30'20" \| \| \| 10. \| Hermann Buse \| Alemania \| + 30'59" \| \| |                  |          |           |  |
| 1. | Max Bulla        | Austria  | 39h46'46" |  |
| 2. | Albert Büchi     | Suiza    | + 9' 01"  |  |
| 3. | Gaspard Rinaldi  | Francia  | + 11'10"  |  |
| 4. | Benoit Faure     | Francia  | + 16'40"  |  |
| 5. | Felice Gremo     | Italia   | + 19'38"  |  |
| 6. | François Adam    | Bélgica  | + 22'11"  |  |
| 7. | Carlo Romanatti  | Italia   | + 26'04"  |  |
| 8. | Michele Orecchia | Italia   | + 28'01"  |  |
| 9. | Walter Blattmann | Suiza    | + 30'20"  |  |
| 10. | Hermann Buse     | Alemania | + 30'59"  |  |